# Tito Uysal
Tito Uysal (* 27. März 1982 in Engen, bürgerlich Timur Uysalsoylu) ist ein deutsch-türkischer Schauspieler und Filmproduzent.

## Leben
Tito Uysal zog bereits im Alter von 8 Jahren mit seinen Eltern und seiner jüngeren Schwester nach Ludwigsburg. Seine Eltern stammen aus der Türkei und leben seit ihrer frühen Jugend in Deutschland.
Während seiner Schulzeit besuchte der junge Tito von 1992 bis 1994 die Jugendkunstschule Labyrinth im Bereich Theater und bekam so seinen ersten Kontakt mit der Schauspielerei. Ab 2001 lebte er 12 Jahre lang in Spanien und realisierte dort ersten Entertainmentprojekte für MTV. Danach zog es ihn wieder nach Deutschland zurück, wo er die Schauspielausbildung an der Live act Akademie der Schauspielkunst in Stuttgart absolvierte.
Seit seinem 6. Lebensjahr spielt er Fußball und ab dem 16. Lebensjahr kamen Kampfsportarten wie Boxen und Thaiboxen hinzu.
Tito spricht neben Deutsch auch Spanisch, Englisch und Türkisch.
Er studiert Filmproduktion an der Filmakademie Baden-Württemberg in Ludwigsburg.

## Karriere

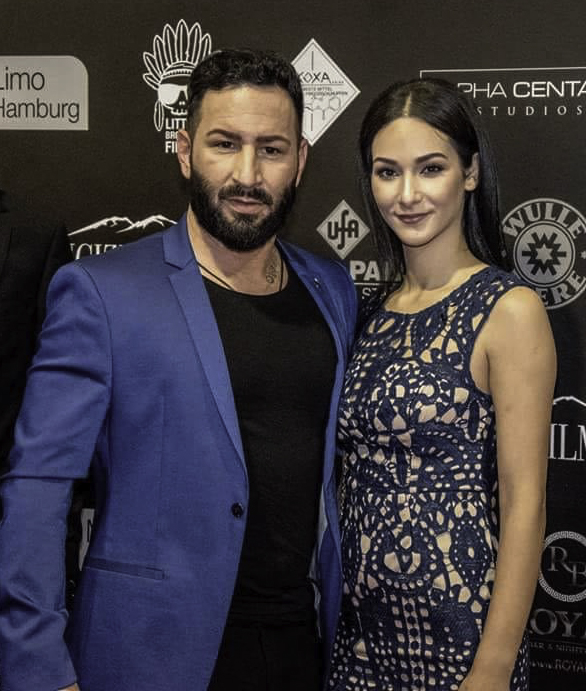
Tito Uysal (2017)

Seinen ersten Auftritt in einem Kinofilm hatte Tito Uysal 2017 im Gangsterdrama Koxa.

## Trivia
In seinen Lebzeiten in Barcelona hatten die Spanier Schwierigkeiten, seinen Vornamen richtig auszusprechen. So entstand der Spitzname Tito, den er seither nicht mehr ablegen konnte.

## Filmografie (Auswahl)

### Schauspieler
- 2015: Unbowed[2][3] (Kurzfilm)
- 2016: Izma[4] (Kurzfilm)
- 2017: Koxa (Kinospielfilm)
- 2018: Dogs of Berlin[5] (TV-Serie, Netflix)
- 2018: Counterpart[6] (TV-Serie, Starz[7] [us])
- 2018: Tatort: Tiere der Großstadt[8][9] (TV-Film (Reihe), ARD, Degeto)
- 2018: Sweethearts[10] (Kinospielfilm)
- 2021: Aktenzeichen XY… ungelöst - Aktenzeichen XY… gelöst!,[11] Folge 4, (TV-Serie, ZDF)
- 2021: La Flor de engaño[12] (Kurzfilm)
- 2021: Greenlight - German Genius[13] (TV-Serie, Warner TV)
- 2022: FABW - Welcome Home[14] (Kurzfilm)
- 2023: Make Me Feel[15] (Kinospielfilm)
- 2023: Ge-man The Coup[16] (Kurzspielfilm)
- 2023: Ge-man Everybody can be a Ge[17] (Werbefilm)
- 2025: Make Me Feel (Kinospielfilm)
- 2025: Ghost Bastard (Kinospielfilm)

### Produzent
- 2016: Izma[18] (Kurzfilm)
- 2021: La Flor de engaño[19] (Kurzfilm)
- 2023: Kage[20] (Kurzspielfilm)
- 2022: Ventil[21] (Kurzspielfilm)
- 2023: Ge-man The Coup[22] (Kurzspielfilm)
- 2023: Ge-man Everybody can be a Ge[23] (Werbefilm)